# Baixas
Baixas település Franciaországban, Pyrénées-Orientales megyében. Lakosainak száma 2784 fő (2022. január 1.). Baixas Espira-de-l’Agly, Peyrestortes, Saint-Estève, Baho, Villeneuve-la-Rivière, Calce és Cases-de-Pène községekkel határos.

## Földrajz

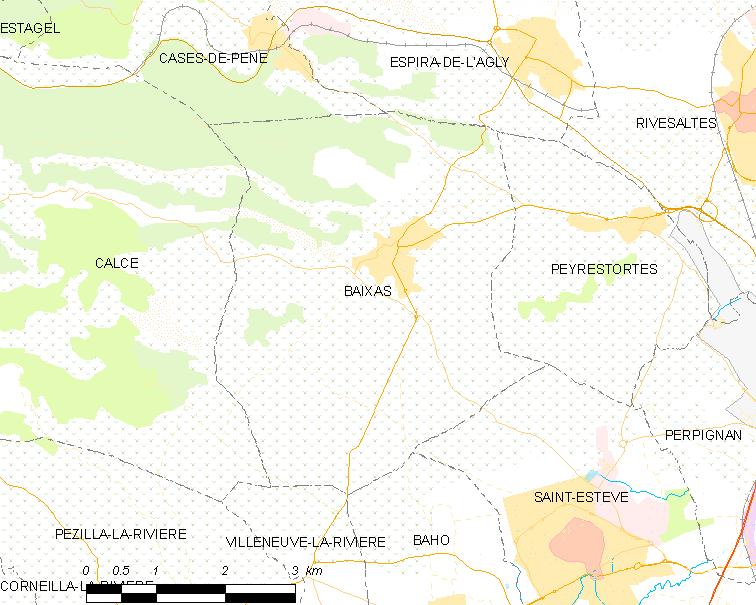
Baixas térkép

## Népesség
A település népességének változása:
| Lakosok száma | 2579 | 2557 | 2598 | 2573 | 2584 | 2612 | 2669 | 2727 | 2784 |
|               | 2013 | 2015 | 2016 | 2017 | 2018 | 2019 | 2020 | 2021 | 2022 |